# بيتي لين
بيتي لين (بالإنجليزية: Betty Lynn)‏ هي ممثلة أمريكية، ولدت في 29 أغسطس 1926 في الولايات المتحدة.

## وصلات خارجية
- بيتي لين على موقع IMDb (الإنجليزية)
- بيتي لين على موقع ميوزك برينز (الإنجليزية)
- بيتي لين على موقع قاعدة بيانات برودواي على الإنترنت (الإنجليزية)
- بيتي لين على موقع إن إن دي بي (الإنجليزية)
- بيتي لين على موقع قاعدة بيانات الفيلم (الإنجليزية)